# Schwarzenbergscher Schwemmkanal
Der Schwarzenbergsche Schwemmkanal (auch Schwarzenbergischer Schwemmkanal, Schwarzenberger Schwemmkanal oder Schwarzenberg-Schwemmkanal, tschechisch Schwarzenberský plavební kanál) ist eine über 50 Kilometer lange Holzschwemmanlage, die im 18. Jahrhundert angelegt und bis ins 20. Jahrhundert wirtschaftlich genutzt wurde. Er führt nordöstlich des Dreisesselberges von der Světlá (Lichtwasser) an der bayerisch-tschechischen Grenze über die Europäische Hauptwasserscheide nahe dem Růžovský vrch (Rosenhügel, 939 m n.m.) weiter über den Otovský potok (Reithbach) und den Zwettlbach/Světlá knapp vor Haslach in die Große Mühl.

## Bezeichnung
Der Schwarzenbergsche Schwemmkanal wurde zu Beginn seines Bestehens als Große Schwemmanstalt auf der Herrschaft Krumau, Krumau-Wiener Schwemm-Canal oder kurz Wiener Kanal bezeichnet. Unter Schwemmen oder Triften wird – im Unterschied zum Flößen – das Einwerfen von ungebundenem Scheitholz in fließende Gewässer verstanden. Ursprünglich war der Zusatz Wien oder Krumau üblich. Erst später bürgerte sich der Bezug auf die adelige Besitzerfamilie Schwarzenberg ein.

## Verlauf
Der Schwarzenbergsche Schwemmkanal wurde mit dem Wasser von 27 Bächen und dem Plöckensteiner See gespeist. Zur Sicherung der Wasserversorgung wurden drei künstliche Stauweiher angelegt. Vom Lichtwasser bis Glöckelberg führt er durch den böhmischen, danach durch den österreichischen Teil des Böhmerwaldes. Am Rosenhügel (Růžovský vrch) führt der Kanal bei Ottenschlag (Otov) unweit Deutsch Reichenau wieder über böhmisches Gebiet. Danach wechsel er bei St. Oswald bei Haslach erneut auf österreichisches Territorium und mündet in die Große Mühl, auf der schon 1753 Johann Georg von Grechtler eine Scheiterschwemme eingerichtet hatte.
Der Neue Kanal zwischen Lichtwasser und Hirschbach hat eine Länge von zwölf Kilometern. Der aus den Abschnitten Hirschbach–Rosenhügel (32,4 Kilometer) und Zwettlbach–Große Mühl (7,5 Kilometer) bestehende Alte Kanal ist 39,9 Kilometer lang. Zum Alten Kanal wird gelegentlich auch die 28,3 Kilometer lange Mühlschwemme zwischen der Großen Mühl und der Donau hinzugerechnet.
Insgesamt führt der Schwarzenbergsche Schwemmkanal also über 51,9 Kilometer. Die gesamte Schwemmanlage einschließlich der Mühlschwemme ist 80,2 Kilometer lang.

## Geschichte

### Planungen
Adam Fürst zu Schwarzenberg, der 1719 die Allodialherrschaften Krumau, Winterberg und Wallern erworben hatte, erkannte rasch die wirtschaftliche Bedeutung der ausgedehnten Waldgebiete des Böhmerwaldes und ließ 1721 das erste Forstamt anlegen. Der im Laufe des 18. Jahrhunderts stark angestiegene Holzbedarf der Städte bot einen florierenden Absatzmarkt. Der Abtransport ins Binnenland erfolgte vornehmlich mit Fuhrwerken. Versuche zur Nutzung der Moldau zur Schwemme von Scheitholz nach Prag waren für die Fürstlich Schwarzenbergische Forstverwaltung mit hohen Verlusten verbunden, da es nicht gelang, die Stromschnellen an der Teufelswand zu überwinden. Aus diesem Grunde entstanden Überlegungen über die Möglichkeit einer Holzschwemme in andere Gegenden, z. B. nach Wien.

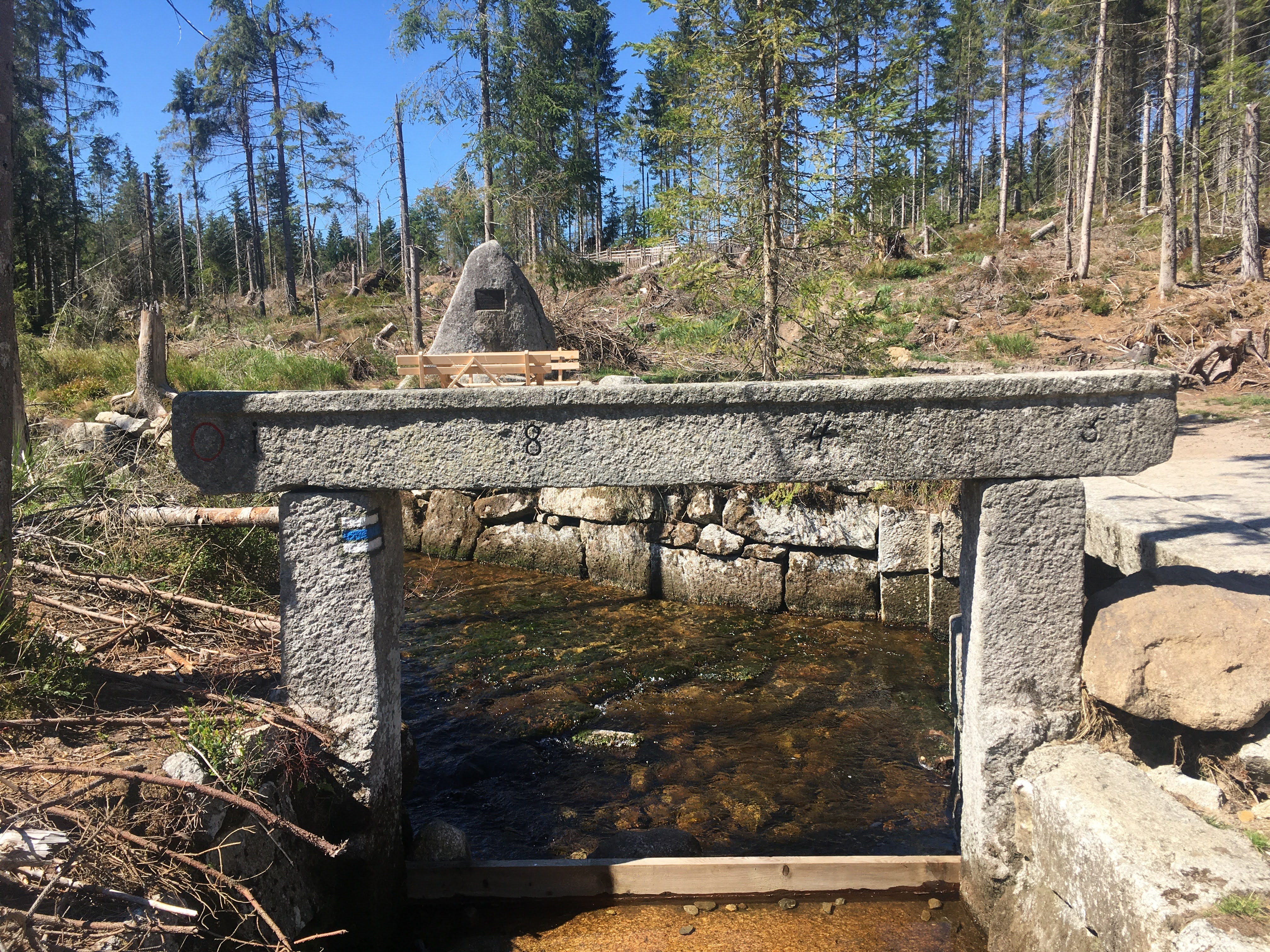
Beginn des Schwemmkanals mit dem Rosenauerstein im Hintergrund

Der Fürstlich Schwarzenbergische Ingenieur Joseph Rosenauer legte dazu bereits zwischen 1775 und 1778 Pläne vor, die Wasserscheide zwischen Moldau und Donau – und damit zwischen Nordsee und Schwarzem Meer – über einen Kanal von der Großen Mühl in den Böhmerwald zu überwinden. Rosenauer entwarf auch einen Plan für einen 6,3 Kilometer langen Schwemmkanal zur Umgehung der Stromschnellen auf der Moldau. Letzterer wurde in der Zeit von 1780 bis 1785 favorisiert, später jedoch wegen der gegenüber den Baukosten zu geringen Erlöse für Schwemmholz in Prag sowie die weiterhin bestehende kostenintensive Holzanfuhr aus den Wäldern wieder verworfen. Nachdem die Fürsten Schwarzenberg zum Ende des 18. Jahrhunderts weitere Güter erworben hatten und damit im Böhmerwald 24.000 Joch Waldgebiete besaßen und zur selben Zeit der Feuerholzbedarf in Wien sprunghaft angestiegen war, fiel die Entscheidung zum Bau eines Schwemmkanals nach der Großen Mühl. Eigentümer der Mühlschwemme war das Stift Schlägl, das das Privilegium zum Holzschwemmen von jährlich 20.000 Klaftern Holz ab 1767 für 20 Jahre an das Hochstift Passau zu einem Klafterpreis von zwei Gulden 15 Kreuzer für Hartholz und einen Gulden 40 Kreuzer für Weichholz verpachtet hatte. Das in Folge der Josephinischen Reformen in seiner Existenz bedrohte und ab 1782 unter staatliche Aufsicht gestellte Stift Schlägl erlangte 1788 zwar die alleinige Verfügungsgewalt über sein Eigentum zurück; jedoch sah der zum größten Grundbesitzer im Königreich Böhmen aufgestiegene und am Hof einflussreiche Johann I. Fürst zu Schwarzenberg eine günstige Möglichkeit, die für das Schwemmkanalprojekt erforderlichen Rechte an der Mühlschwemme zu erlangen.
Im Dezember 1788 erneuerte der Schlägler Abt Siard II. Dengler das Passauer Mühl-Schwemmprivileg für weitere 16 Jahre, wobei eine jährliche Schwemme von 5000 Klaftern zu einem Preis von zwei Gulden 39 Kreuzer für Hartholz und einen Gulden 40 Kreuzer für Weichholz vereinbart wurde. Nachdem durch das Hochstift innerhalb von knapp zwei Jahren bereits die im Vertrag von 1767 genannte Gesamtmenge von 400.000 Klafter erreicht worden war, erklärte Kaiser Joseph II. am 27. August 1789 das Passauer Privileg zum 7. November 1790 für beendet. Zugleich wurde das Stift Schlägl für 30 Jahre zur weiteren jährlichen Abgabe von 5000 Klafter Holz verpflichtet, wobei der Preis gegenüber dem Passauer Privileg auf drei Gulden für Hartholz bzw. einen Gulden 45 Kreuzer für Weichholz herabgesetzt wurde.

### Erste Bauphase

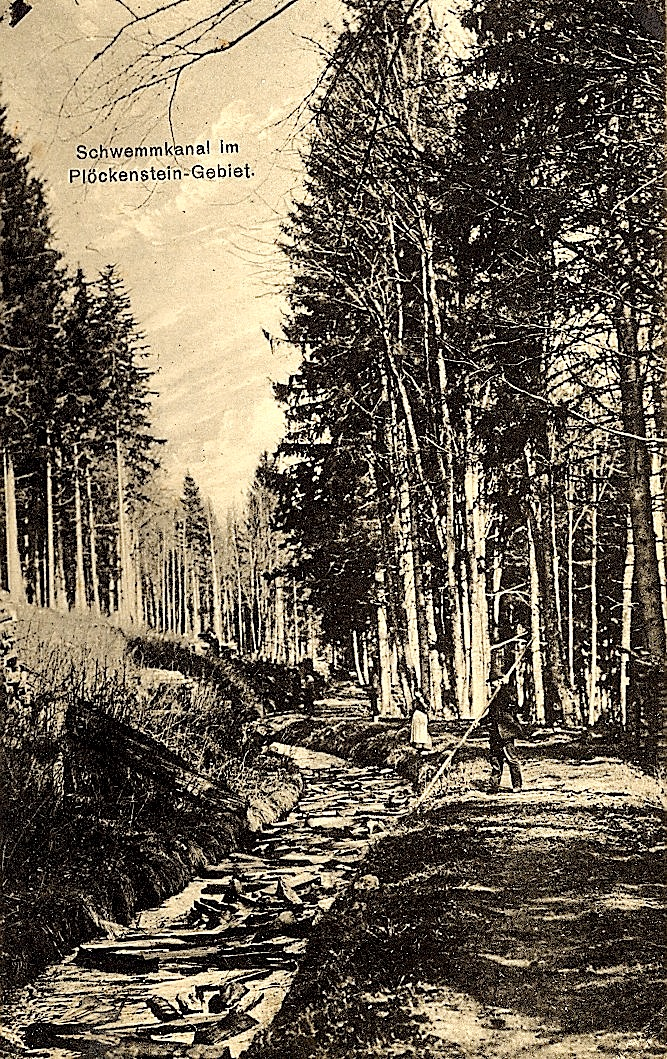
Der Schwarzenbergsche Schwemmkanal

Baubeginn für den Schwemmkanal war der 20. April 1789. Kaiser Leopold II. erteilte Joseph II. Fürst von Schwarzenberg am 18. Juni 1790 zunächst für 30 Jahre das ausschließliche Privileg für die gesamte Schwemmstrecke. Damit musste das Stift Schlägl auf seinem Gebiet die Anlegung eines 6400 Klafter langen Kanalabschnittes einschließlich des Begleitweges dulden. Da das Stift nicht zum Verkauf der Grundstücke bereit war, überließ die Allodialherrschaft Krummau dem Stift für die Zeit der Nutzung des Schwemmkanals 24 Joch Wald in der Brunnau nordwestlich des Reischlberges. Die Jagd- und Fischereirechte verblieben beim Stift Schlägl, das zudem für als Ausgleich für die entstanden Fischereinachteile mit der Fischerei in der Moldau zwischen dem Rotbach (Pestřice) und dem Igelbach (Ježová) entschädigt wurde.
Von der Großen Mühl aufwärts bis zur Wasserscheide in der Nähe des Rosenhügels wurden natürliche Wasserläufe aufwändig reguliert. In der Morau bei St. Oswald bei Haslach verläuft die Steilstufe des Schwemmkanals, dort befindet sich ein Grenzstein von Maria Theresia. Der anschließende Hangkanal verlief mit minimaler Steigung an den Hängen des Böhmerwalds und endete in Hirschbergen. Er wird oft als ingenieurtechnische Meisterleistung bezeichnet und wurde im 19. Jahrhundert als „achtes Weltwunder“ gefeiert.
Der erste Bauabschnitt war bis 1791 ausgeführt. Am 15. April 1791 wurden die ersten Scheiter, nämlich 252 Festmeter Brennholz, vom Rosenhügel abwärts geschwemmt. Am Ende des Kanals auf österreichischer Seite trieb das Holz lose weiter auf der Großen Mühl bis kurz vor deren Mündung in die Donau. Das Holz kam am 23. April in Wien an.

### Verlängerungen
Der ursprünglich 29,3 km lange Schwemmkanal wurde später mehrfach verlängert. Für eine größere Länge wurde von Rosenauer ein zu geringer Wasserzulauf aus den verschiedenen Bächen befürchtet. Deshalb wurde der Oberlauf des Alten Kanals über die Seebach-Riese, Hirschbachriese und Roßbachriese mit Wasser aus dem Plöckensteiner See gespeist, dessen Wasserspiegel dafür 1793 mittels eines festen Dammes um acht Fuß (2,5 Meter) erhöht wurde, sowie aus der Hirschbachklause und der Roßbachklause.
Nach dem Elferschlag wurde die dem Stift Schlägl bis 1819 auferlegte Holzlieferungsverpflichtung, die inzwischen die Schlag- und Bringungskosten nicht mehr deckte, für Joseph II. von Schwarzenberg zu einem lukrativen Geschäft; der Klafterpreis war in Haslach für Hartholz auf 28 Gulden und für Weichholz auf 19 Gulden gestiegen.
In den Jahren 1821 bis 1823 wurde der Kanal aufgrund des großen Holzbedarfes neuerlich erweitert. Den Bau des Neuen Kanals leiteten der Güterdirektor Ernest Mayer und der fürstliche Ingenieur Josef Falta, ein Schüler von Rosenauers. Der Neue Kanal führte vom Lichtwasser zum Teil unterirdisch durch den 419 m langen Hirschbergen-Tunnel nach Hirschbergen, sodass der gesamte Kanal schließlich eine Länge von 52 km aufwies. Der Kanal erhielt ca. 87 Brücken und wurde während der Holzschwemme aus 22 Bächen gespeist, die durch Schleusen abgesperrt und in den Kanal geleitet wurden. Um 1860 wurden alle hölzernen Schleusen im Gebiet des Stiftes Schlägl mit Ausnahme der Schleuse beim Schrollenbach durch massive Steinbauten ersetzt.

### Holzhackerkolonien
Zur Schlägerung des Holzes und zur Arbeit bei der Holzschwemme siedelte Joseph II. Fürst von Schwarzenberg Forstarbeiter aus österreichischen und bayerischen Gebieten an.
In den Grenzwäldern entstand eine Vielzahl kleiner Holzhackerkolonien, die in acht Gemeinden mit eigenem Richter zusammengefasst wurden. Dies waren St. Thomas mit 25 Häusern, Fleißheim (Horní Borková) mit 31 Häusern, Guthausen (Dobrá) mit 34 Häusern, Haberdorf mit 55 Häusern, Hüttenhof (Huťský Dvůr) mit 52 Häusern, Neuthal mit 43 Häusern, Schoberstätten (Seníky) mit 23 Häusern und Uligthal mit 16 Häusern; hinzu kamen noch die 13 Flößerhäuser bei Neuthal. Jeder der Siedler erhielt mit dem Ansiedlungskontrakt das Eigentum an seinem Haus mit dem Vorbehalt eines Einlösungsrechtes bei der unbegründeten Nichterfüllung seiner Verpflichtungen. Diese bestanden aus dem jährlichen Verhacken von 100 Klaftern zu einem Festpreis; darüber hinausgehende Scheitholzmengen wurden mit einem höheren Preis vergütet. Diese Arbeiten hatten nach der Schneeschmelze zu beginnen und die tägliche Menge sollte zwei Klafter betragen. Während dieser Zeit lebten die Holzhacker in selbst errichteten Waldhütten in ihrem zugewiesenen Schlag. Je nach Entfernung vom Wohnhaus kehrten sie mehrmals in der Woche nach Hause zurück oder lebten wochenlang im Wald und wurden dort durch ihre Familien mit Nahrung versorgt. Ab Mitte Juni kehrten die Männer aus dem Wald zurück und konnten ihre häuslichen Obliegenheiten erledigen. Zu den Häusern gehörten fünf bis sechs Joch Land zu einer mäßigen Pacht für die Erzeugung der allernötigsten Lebensmittel und die Ernährung eines kleinen Nutzviehstandes.
In der Hochblüte waren mit dem Schwemmen des Holzes um die 1000 Arbeiter beschäftigt.

### Schwemmvorgang
Die langen und schneereichen Winter wurden genutzt, um das im Vorjahr gefällte und zu Scheitern verarbeitete Holz mit Schlitten zum Kanal zu befördern und dort aufzuschlichten. Die Scheiterlänge betrug in der Regel 3 Wiener Fuß = 0,948 Meter = 1/2 Klafter. Das auf der oberen Moldau geflößte Scheitholz wurde vom Salnauer Schwemmplatz über das 1801 angelegte Scheiterstraßl entlang dem Bach Rasovka mit Fuhrwerken hinauf zum Kanal transportiert.
Für den Beginn und Verlauf der Schwemme waren die Schneeverhältnisse des vorangegangenen Winters maßgeblich. Geschwemmt wurde von April bis Juni, wenn nach der Schneeschmelze im Böhmerwald die Große Mühl eisfrei war und im Schwemmkanal die fürs Schwemmen erforderliche Mindestwasserhöhe von 40 Zentimetern erreicht wurde. Der optimale Wasserstand betrug 80 Zentimeter. Bei Schneemangel wie im Winter 1858/59 war ein frühzeitiger Beginn notwendig, und mit dem Ausschaufeln des Schnees im Kanal wurde im Jahr 1859 schon Anfang März begonnen.
Die Schwemme wurde vom Schwemmdirektor geleitet, dem ein Einwurfkommissar, ein Ausländungskommissar und sechs Stationskommissäre unterstellt waren. Auf jeder Station waren bei Tag und bei Nacht 20 bis 24 Triftleute beschäftigt, die mit Hilfe von Schwemmhaken Verkeilungen der Scheiter lösten und die Schwemme in Gang halten mussten. Da diese Aufgabe mehr Geschicklichkeit als Kraft erforderte, waren vorzüglich Buben und Mädchen zwischen 10 und 16 Jahren damit beschäftigt.
Die Inhaber der in der Nähe des Schwemmkanals liegenden Wälder boten vielfach ihr Holz der fürstlichen Schwemmverwaltung zum Kauf an. Andererseits baten Personen aus den umliegenden Gebieten um Abgabe von Holz. Beschädigtes Holz wurde ab 1857 vor allem vom Glasfabrikanten Hermenegild Wagendorfer in Sonnenwalde angekauft.
Ein am Lichtwasser eingeworfenes Scheit erreichte nach ungefähr 14 Stunden die Große Mühl, was einer Durchschnittsgeschwindigkeit von einem Meter pro Sekunde entspricht. Auf der großen Mühl mussten die Scheiter die Wehren von 13 Mühlen überwinden und kamen nach 8 Stunden an der Donau an. In Neuhaus an der Donau wurde das Holz im Ausschwemmkanal mit Rechen abgefangen, auf Kelheimer Plätten verladen und Richtung Wien transportiert. In Linz existierte lange Jahre ein fürstlicher Holzgarten, der 1795 vom Prunerstift angekauft worden war und wo das geschwemmte Holz aufgestellt und verkauft wurde. Insgesamt gelangte also nicht die gesamte geschlagene Holzmenge, jedoch der Großteil davon nach Wien. Dort landete es auf der Holzlegestätte in der Rossau. Wegen der niedrigen Transportkosten konnte die Ware mit großem Gewinn als Brennholz verkauft werden. Über den Schwarzenbergischen Schwemmkanal wurden in den 100 Jahren zwischen 1791 und 1891 etwa 8 Mio. Raummeter Brennholz transportiert.

### Stammholzschwemme

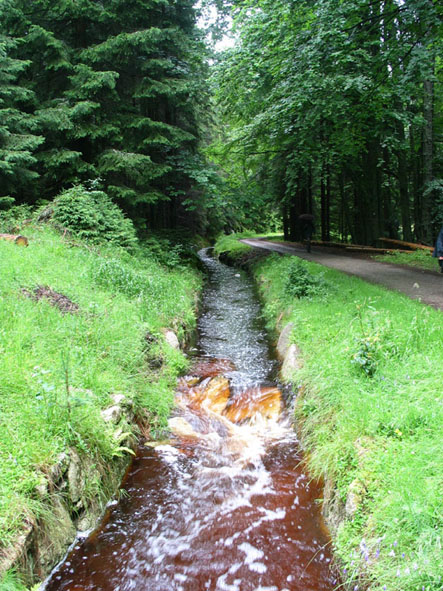
Der Schwarzenbergsche Schwemmkanal im Jahre 2005

In der zweiten Hälfte des 19. Jahrhunderts sank der Brennholzbedarf, und Kohle aus Schlesien gelangte mit der Kaiser-Ferdinands-Nordbahn nach Wien. Stattdessen stieg der Bedarf an Stammholz, wofür der Kanal aber im Bereich der Großen Mühl wegen zahlreicher Wehre und Mühlen nicht geeignet war, weshalb ein 22 km langer Teil in Böhmen umgebaut wurde. Zahlreiche enge Kanalkurven wurden erweitert und die Kanalwände mit glatten Granitplatten statt Bruchsteinmauern verkleidet, so dass nun ganze Stämme zur Moldau geflößt werden konnten. Außerdem wurde zwischen 1887 und 1888 die 3,8 Kilometer lange „Hefenkrieger Glitsche“ bzw. „Salnauer Riese“ (Novopecký smyk) zur Moldau bei Salnau angelegt, von wo bis 1892 eine Eisenbahnverbindung nach Budweis entstand. Nach dem Bau der Mühlkreisbahn von Linz nach Aigen im Jahre 1888 wurde die Holzschwemme auf der Großen Mühl zur Donau immer mehr reduziert, da sich auch der Brennholzverkauf kaum mehr rentierte. 1916 wurde letztmals Scheitholz vom Rosenhügel bis Haslach geschwemmt.

### 20. Jahrhundert
1927 erhielt das Stift Schlägl eine dreijährige Schwemmkonzession für den Abschnitt zwischen dem Rotbach und der Aigener Bundesstraße. Zum 1. Jänner 1935 erhielt das Stift Schlägl den oberösterreichischen Kanalabschnitt vom Rotbach bis zum Igelbach von der Schwarzenbergischen Forstdirektion Oberplan zurück, damit endete auch die Konzession für den Schwemmbetrieb im österreichischen Teil. Der tschechische Teil zwischen der Světlá und der Moldau bei Želnava war bis 1961 in Benutzung.
Nach der Errichtung des Eisernen Vorhangs war der in die Grenzzone gefallene tschechische Abschnitt ab 1951 – mit einer Unterbrechung von 1965 bis 1974 – nicht mehr öffentlich zugänglich.

## Beschreibung
Der Kanal war normalerweise 80–95 cm tief, an der Sohle knapp 2 Meter breit und am Horizont fast doppelt so breit wie am Kanalboden. In den Flachstrecken beträgt das durchschnittliche Gefälle zwei Promille. Die Kanalwände wurden teilweise mit Steinen, zunächst aber hauptsächlich mit geglätteten Baumstämmen gesichert, die Sohle verblieb im Naturzustand. Im 19. Jahrhundert wurden Kurven, Gefällstrecken und Einmündungen auch auf der Sohle mit großen, behauenen Granitplatten ausgekleidet.
Talseitig wird der Kanal durch einen Damm aus Aushubmaterial abgestützt, auf welchem praktischerweise ein Forstweg, die sogenannte Kanalbegleitstraße, entlang führt. Zur Regulierung des Wasserstandes während der Schwemme dienten 22 Schleusen in der Dammwand. Auch der bergseitige Wassereinlass konnte bei den wichtigeren Bächen, die der Scheiterzufuhr dienten, mittels Schleusen geregelt werden.
Zur Orientierung waren am Schwemmkanal 135 Klaftersteine im Abstand von meist 200 Klaftern (379,3 Metern) aufgestellt.

### Objektliste
Besonderheiten des Schwemmkanals sind der Hirschbergen-Tunnel, das Aquädukt am Roßbach und folgende Staubecken, die für die Speisung des Schwemmkanals angelegt wurden:
- Der Stauweiher Lichtwasser (Rosenauerova nádrž) wurde 1912 als größtes der drei künstlichen Becken in 925 m Seehöhe errichtet und fasste 17.000 m³ Wasser für etwa 8 Stunden zusätzliche Schwemmzeit. Eine 200 Meter lange Verbindungsriese führt zum Beginn des Kanals.
- Der Stauweiher Hirschbach wurde 1835 in 950 m Höhe nordöstlich des Tunnels gebaut und fasste 9.000 m³ Wasser für etwa 6 Stunden zusätzliche Schwemmzeit. Zum Kanal führt eine 1.300 Meter lange Verbindungsriese.
- Der Brunftplatz-Stauweiher am Roßbach wurde 1890 in 910 m Höhe südlich des Kanals mit 6.000 m³ Wasser für etwa 5 Stunden zusätzliche Schwemmzeit errichtet. Eine 1.400 Meter lange Verbindungsriese führte zum Aquädukt des Kanals.
- Außerdem war schon 1793 der Wasserstand des Plöckensteiner Sees durch einen Damm um 2,5 Meter erhöht worden, um die Schwemmzeit mit etwa 177.000 m³ Wasser um bis zu 10 Tage zu verlängern. Vom kanalisierten Seebach wurde noch die 900 Meter lange Seebachriese zur Seebach-Schleuse am Kanal abgezweigt.

Entlang des Kanals befinden sich folgende Objekte:
| km   | Bild | Objekt |
| ---- | ---- | --- |
| 51,6 |      | Der Rosenauerstein am Beginn des Schwemmkanals wurde 1928 von der Schwarzenbergischen Forstverwaltung aufgestellt. |
| 49,7 |      | Igelbach-Schleuse (stavidlo na Stockém potoce = stavidlo na Ježovém potoce) |
| 48,1 |      | Schleuse beim Denkhüttenbach |
| 45,6 |      | Schleuse am Schneidbachl |
| 45,0 |      | Der Gabrielfelsen (Gabrielův kámen) wurde zum Scherz nach einem unbeholfenen und schwerfälligen Marketender benannt. |
| 42,4 |      | Schleuse am Hutschenbach (Hučina) |
| 40,6 |      | Oberes Portal des Hirschbergen-Tunnels |
| 40,2 |      | Unteres Tunnelportal mit anschließender 286 Meter langer Riese, über welche das Wasser mit dem Schwemmholz zum Alten Kanal stürzte. |
| 40,0 |      | Ausstellungsraum „Expo“ in Jelení Vrchy |
| 39,9 |      | Schleuse bei der Mündung der Hirschbach-Riese (Jelení smyk), die 1833 errichtet wurde und vom nordöstlich gelegenen Hirschbach-Weiher herunterführte. |
| 38,4 |      | Mitterbachl-Schleuse (stavidlo na Hučici) |
| 37,9 |      | Seebach-Schleuse und Rosenauerkapelle, für die Karel Schwarzenberg um 2000 ein neues Marienbild vom Prager Maler Jan Vachuda für das Denkmal gestalten ließ. |
| 34,1 |      | Sandkastenschleuse (stavidlo u lapače písku): Der mitgeschwemmte Sand und kleine Steine fielen durch ein hölzernes Gitterwerk mit etwa 5 cm großem Raster in einen ein Meter hohen Auffangbehälter, der bei gesperrter Schleuse innerhalb von 3 Minuten ausgeräumt werden konnte. Damit wurde einer Versandung des Kanals entgegengewirkt.                                                                           |
| 33,9 |      | Der 8 Meter hohe und 85 Meter lange Aquädukt mit dem Durchlass des Roßbaches (akvadukt na Koňském potoce) war ursprünglich aus Holz gebaut und wurde 1805 unter Ernest Mayer neu konstruiert. Die Initialen JJ mit der Jahreszahl 1932 auf der Steinzunge stammen von Johann Jungbauer aus Langhaid, der zu jener Zeit zahlreiche Kanalbögen und die Riesen mit glatten Steinen verkleidete.                         |
|      |      | Grafen-Durchlass (Hraběcí propust) |
| 30,2 |      | Schuster-Schleuse am Neuofenbach |
| 29,3 |      | Hefenkriegbach-Schleuse (stavidlo na Rasovce): Von der Steinzunge der Schleuse zweigte die 1887 errichtete Hefenkriegsbach-Riese (auch Salnauer Riese, Želnavský smyk oder Novopecký smyk genannt) zum Salnauer Schwemmplatz zwischen Nová Pec und Želnava ab. Für diese Stelle bürgerten sich später die Bezeichnungen Jiráček (nach dem Namen des Hegers V. Jiráček) und Pod Smrčinou („unter dem Hochficht“) ein. |
| 27,6 |      | Schleuse am Hochfichtbach (Smrčinský potok) |
| 25,6 |      | Hüttenhöferbach-Schleuse (stavidlo na Hut'ském potoce) |
| 24,5 |      | Bärenlochbach-Schleuse am Bärenlochgraben (Brloh) |
| 23,1 |      | Glöckelberg-Kirche mit Friedhof in Zadní Zvonková |
| 22,8 |      | Andreasschleuse (Andreasovo stavidlo) an der Straßenkreuzung mit Wegkreuz |
| 21,4 |      | Rotbach-Doppelschleuse am Rotbach, Abzweiger nach Sonnenwald und zum Moldaublick |
| 18,8 |      | Kesselbach-Schleuse am Kesselbach |
| 17,7 |      | Wössenbach-Durchlass am Wessenbach |
| 15,3 |      | Landsknechtin-Schleuse (stavidlo u Landsknechtin) bei der Landknechtinquelle am Irrenwaldbach |
| 13,9 |      | Schrollenbach-Schleuse bei der Mündung des Schrollenbaches in den Bügelbach |
| 10,8 |      | Glöckel-Schleuse (stavidlo u Landsknechtin) |
| 9,3  |      | Schleuse am Ielbach (Igelbach, Niglbach) |
| 7,7  |      | Schleuse und Wasserscheide beim Rosenhügel (U Korandy), Abzweigung zum Rosenhügel (růžový vrch) und weiter zur Burg Vítkův hrádek |
| 7,6  |      | Beginn der Steilstufe des Schwarzenberger Schwemmkanals |
| 5,0  |      | Hammerwerk und Brücke in der Morau an der Steilstufe des Schwarzenberger Schwemmkanals oberhalb der Einmündung des Zwettlbaches (Světlá) |
| 4,4  |      | historischer Hauptgrenzstein aus dem Jahr 1788 mit der Inschrift „K. K. L./Operoestereich/Hauptgranzen/stein./MDCCL/XXXVIII“ |
| 0,0  |      | Mündung des kanalisierten Zwettlbaches in die Große Mühl |

Verwirrend sind dabei einige gleichlautende Bezeichnungen:
- Zwei gleichnamige Gewässer namens Světlá finden sich sowohl am Beginn als auch am Ende des Schwemmkanals (auf Deutsch aber als Lichtwasser und Zwettlbach unterscheidbar).
- Zwei gleichnamige Gewässer Ježová (übersetzt Igel-Bach) kreuzen den Schwemmkanal sowohl im Oberlauf als auch im Unterlauf (der obere Igelbach hat jedoch den tschechischen Alternativnamen Stocký potok und die deutsche Variante Igelsbach; der untere Igelbach wird zur Unterscheidung oft Iglbach oder selten auch Niglbach geschrieben).

## Nutzung
Heute sind große Teile des Kanals in Böhmen als Baudenkmal wieder restauriert. Die historische Begleitstraße ist als Radweg markiert und führt durch den Nationalpark Šumava (Böhmerwald). Zum Beginn des Kanals gelangt man vom bayerischen Ort Haidmühle bzw. von der Endstation Nové Údolí der Bahnstrecke Číčenice–Haidmühle. Im Oberlauf des Kanals fließt noch Wasser. Ab der Hefenkriegbachriese ist der Kanal meist verschlammt oder verwachsen. Im österreichischen Abschnitt ist der Kanal bei den forstwirtschaftlichen Überfahrten zugeschüttet und deshalb vielfach ausgetrocknet. Die Schleusen sind hier aber gut restauriert und wegen der zugeschütteten Übergänge auch bergseitig zu besichtigen. Der Radweg endet am Rosenhügel, eine Verlängerung ist auf tschechischer Seite bereits vorbereitet (Stand 2022). Wer den Schwemmkanal abwärts radelt, hat auf der rechten Straßenseite immer eine gute Sicht auf den Kanal.
Es gibt jährliche Schauschwemmen an mehreren Schleusen.
Außerhalb der Sommersaison wird die Dammstraße vorwiegend forstwirtschaftlich genutzt.